# Спарта (теннисный клуб, Прага)
Теннисный клуб «Спарта» — крупный спортивный объект, расположенный в Праге, Чехия.
Клуб открыт в 1905 году. Ныне это место относится к району Бубенеч, рядом с парком Стромовка, на левом берегу реки Влтава.
Сейчас на территории комплекса расположены 35 кортов, включая двенадцать, оборудованных в зале. При клубе имеется молодёжная академия.
Владельцы клуба и национальная федерация регулярно проводят на территории клуба крупные спортивные турниры: с 2000-го года ATP привозит сюда своё соревнование ATP Challenger, а с 2015-го года WTA проводит здесь свой турнир WTA 250. Клуб выставляет свою команду в национальном командном чемпионате.